# PZL Bielsko IS-2
Die PZL Bielsko IS-2 Mucha (deutsch Fliege) war ein polnisches Segelflugzeug, das am Institut für Segelflug (Instytut Szybownictwa, kurz IS) in Bielsko-Biała entwickelt wurde.

## Entwicklung
Die IS-2 war das erste nach dem Zweiten Weltkrieg in Polen konstruierte Übungs- und Leistungssegelflugzeug. Entwickelt wurde es von Franciszek Kotowski und Irena Kaniewska um das bis dahin unter dem Namen Jeżyk eingesetzte Grunau Baby IIb zu ersetzen. Der erste Prototyp wurde 1948 vollendet und vom IS-Werkspiloten Piotr Mynarski mit dem Kennzeichen SP–561 am 24. April erstmals geflogen. Die Erprobung ergab einige Schwächen, weshalb eine verbesserte Ausführung aufgelegt und als IS-2 Mucha bis (SP–887) am 21. Mai 1949 eingeflogen wurde. Anschließend entstand eine kleine Serie von 19 Flugzeugen. Ein dritter Prototyp mit Änderungen an Fahrwerk und Luftbremsen erschien 1950 und absolvierte als SP–1046 am 10. Juli seinen Erstflug. Diese als IS-2 Mucha ter bezeichnete Version ging noch im selben Jahr in die Produktion und wurde bis 1951 in einer Stückzahl von 115 gebaut.

## Einsatz
Die Mucha wurde ausschließlich für die polnischen Fliegerklubs produziert und zur Schulung sowie für Leistungsflüge eingesetzt. So gelang Andrzej Ziemiński ein polnischer Rekord, als er mit einer Mucha ter eine Weite von 615 km erzielte, der 1957 mit einem Flugzeug gleichen Typs von Jan Gawęcki auf 637 km erhöht werden konnte. Ein Zielflug über 500 km auf der Strecke Katowice–Leszno–Katowice, den Rudolf Koperniok absolvierte, bedeutete ebenfalls einen nationalen Rekord. Während der polnischen Segelflug-Meisterschaften von 1953 in Leszno flogen Mucha-ter-Piloten erstmals 300-km-Dreiecke und bei der 1957 in Inowrocław stattfindenden selben Veranstaltung gelang mit 15 Mucha ter ein 347-km-Flug bis nach Lublin und zurück sowie 23 Flugzeugen das Erreichen von über 5000 m Höhe.
Im Jahr 1953 gelangte eine IS-2 bis mit dem ehemaligen Kennzeichen SP–1000 als Geschenk von Flugsportlern der polnischen Jugendorganisation MZP an die FDJ in die DDR. Sie wurde am 18. März des Jahres als D–2000 für die GST registriert und flog mit deren Emblem am Bug und dem des MZP am Rumpf bis 1954; ihre Löschung erfolgte allerdings erst am 17. Dezember 1961.

## Konstruktion
Die IS-2 war ein freitragender Schulterdecker in Holzbauweise mit im Querschnitt ovalen Rumpf in Halbschalenbauweise. Die Führerkabine wurde mit einer aufsteckbaren Plexiglashaube abgedeckt. Das Flugzeug war mit zwei Schleppkupplungen ausgerüstet, die sich an der Bugspitze und im Schwerpunktbereich neben dem Hauptrad befanden. Weiterhin war für den Gummiseilstart ein entsprechender Haken eingebaut. Die Tragflächen mit 4,2° V-Stellung wurden aus einem mit Sperrholz beplankten Holzgerüst mit einem Haupt- und einem Schrägholm und den stoffbespannten Querrudern mit Masseausgleich gebildet. Außerdem befanden sich auf Ober- und Unterseite Luftbremsen aus Metall, die durch Stahlseile betätigt wurden. Die Mucha besaß ein Leitwerk aus sperrholzbeplankten Flossen und stoffbespannten Rudern. Das Höhenruder war mit einer Trimmklappe ausgestattet. Das Fahrwerk der IS-2 wurde aus einer Bugkufe, einem Hauptrad mit den Maßen 250 × 125 mm im Mittelrumpf und einem Schleifsporn am Heck gebildet.

## Technische Daten
| Kenngröße              | Daten                                   |
| ---------------------- | --------------------------------------- |
| Besatzung              | 1                                       |
| Spannweite             | 15,00 m                                 |
| Länge                  | 6,80 m                                  |
| Höhe                   | 1,60 m                                  |
| Flügelfläche           | 15,00 m²                                |
| Flügelstreckung        | 15                                      |
| Flächenbelastung       | 17,30 kg/m²                             |
| Rüstmasse              | 170 kg                                  |
| Startmasse             | 260 kg                                  |
| Höchstgeschwindigkeit  | 225 km/h                                |
| Mindestgeschwindigkeit | 40 km/h                                 |
| Sinkgeschwindigkeit    | 0,68 m/s bei 55 km/h                    |
| Gleitzahl              | 23,1 bei 63 km/h                        |
| Profil                 | Gö 549 (Flügelwurzel) M-12 (Flügelende) |